# 모니카 (2022년 영화)
《모니카》(영어: Monica)는 2022년 제작된 미국, 이탈리아의 드라마 영화이다. 안드레아 팔라오로가 감독과 공동각본을 맡았다. 제79회(2022년) 베네치아 영화제 황금사자상 경쟁후보작이다.

## 줄거리
영화 "모니카"는 가족과 소원해진 트랜스 여성이 임종을 앞둔 어머니를 간호하기 위해 고향으로 돌아오면서 시작되는 이야기이다. 오랜 시간 떨어져 지냈던 딸이 갑작스럽게 나타나 어머니를 돌보게 되면서, 두 사람 사이에는 복잡한 감정과 과거의 기억들이 뒤섞인다. 어머니의 병환이라는 위기 속에서, 주인공은 가족과의 관계를 회복하고 자기 자신을 찾아가는 여정을 겪게 된다. 영화는 단순히 가족 간의 갈등을 넘어서, 주인공이 겪는 정체성 혼란과 화해의 과정을 섬세하게 그려내며 깊은 감동을 선사한다.

## 출연
- 트레이스 리셋 - 모니카
- 퍼트리샤 클라크슨 - 유지니아
- 에밀리 브라우닝 - 로라
- 아드리아나 바라사 - 레티시아
- 조슈아 클로즈 - 폴